# 圣索菲亚圣殿 (罗马)
41°54′42″N 12°23′51″E / 41.911709°N 12.397445°E

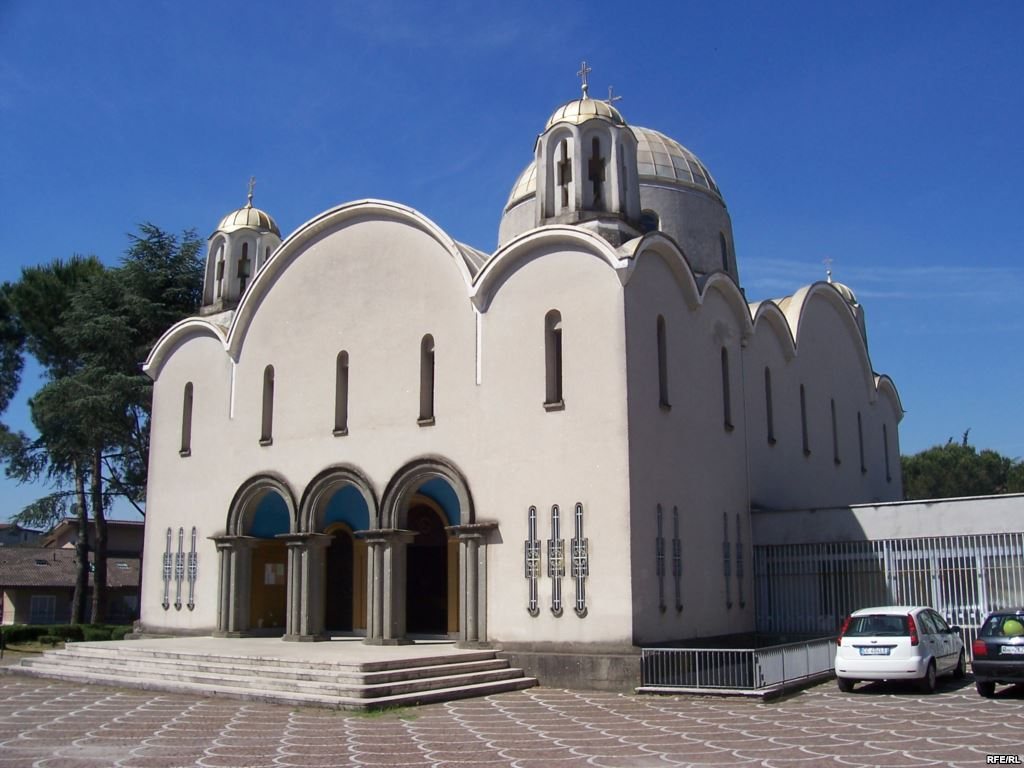

圣索菲亚圣殿（Santa Sofia a Via Boccea）是意大利罗马的一座教堂，供奉神圣智慧（拉丁文“Sancta Sophia”），是圣灵的七件恩赐之一。它作为乌克兰希腊礼天主教会的总堂，而利沃夫圣乔治主教座堂则由俄罗斯正教会控制。
该堂是乌克兰人在罗马的国家教堂，是该社区的聚会场所和宗教中心。 其礼仪采用拜占庭-乌克兰礼仪，同时仍与天主教完全共融。
该堂由利沃夫总主教若瑟·斯禮皮枢机建于1967年至1968年，他曾在苏联的古拉格关押过大约18年，释放后但未被允许回到乌克兰。
该堂模仿了基辅的圣索菲亚主教座堂。教宗克莱孟一世的圣髑保存在该堂。按照拜占庭礼，该堂设有圣幛,由Juvenalij Josyf Mokryckyj绘制。
1985年，教宗若望保禄二世将该堂升格为领衔堂区，设有樞機司鐸。现任樞機司鐸是基辅总主教卢博米尔·胡萨尔枢机，于2001年2月21日被任命为枢机主教，直至2017年去世。
1998年，该堂升格为宗座圣殿。